# Требјеса
Требјеса је брдо у близини Никшића. Она је једно од најомиљенијих места за одмор и рекреацију Никшићана. Највиши врх Требјесе висок је 752 m. На Требјеси се налази и мотел (сада хотел) Требјеса, до кога води застарели асфалтни пут. Испред хотела налази се и видиковац са кога пуца прелеп поглед на град и остале делове Никшићког поља. На брду се налази и богато налазиште црвеног боксита. На Требјеси преовлађује борова шума. У последње време прокрчене су бројне пешачке и бициклистичке стазе које омогућавају шетњу или вожњу бициклом и уживање у чистом ваздуху.
Неки Требјешани који су 1804. године одселили у Русију. Код Одесе оснивају село Сербка.